# Carminoir
Le carminoir est un cépage rouge suisse.

## Description
Le carminoir est le croisement artificiel obtenu en 1982 à l'Agroscope de Changins entre le pinot noir et le cabernet sauvignon. Tardif, comme le cabernet sauvignon, il peut donner, si la production est bien limitée et que la maturité idéale (supérieure à 95 ° Oechslé) est atteinte, des vins tanniques, colorés, riches, au bouquet complexe.
On en trouve dans les régions viticoles suisses les plus chaudes, soit au Tessin et en Valais. On peut aussi le trouver partout où le cabernet sauvignon arrive régulièrement à maturité. Ce cépage assure une production régulière, résiste bien à la pourriture. Mais sa grande vigueur demande à être maîtrisée.

## Source
- Revue Suisse de Viticulture, Arboriculture et Horticulture, 2003 (Vol. 35) (no  5) p.  271-275